# Dr. Schär
Dr. Schär SPA è una società leader nella produzione di alimenti privi di glutine e per specifiche esigenze alimentari. Il Gruppo Dr. Schär ha costruito con i suoi marchi Schär, Glutafin, Kanso, Flavis un vasto assortimento di prodotti tradizionali e surgelati senza glutine e per esigenze nutrizionali specifiche.

## Storia

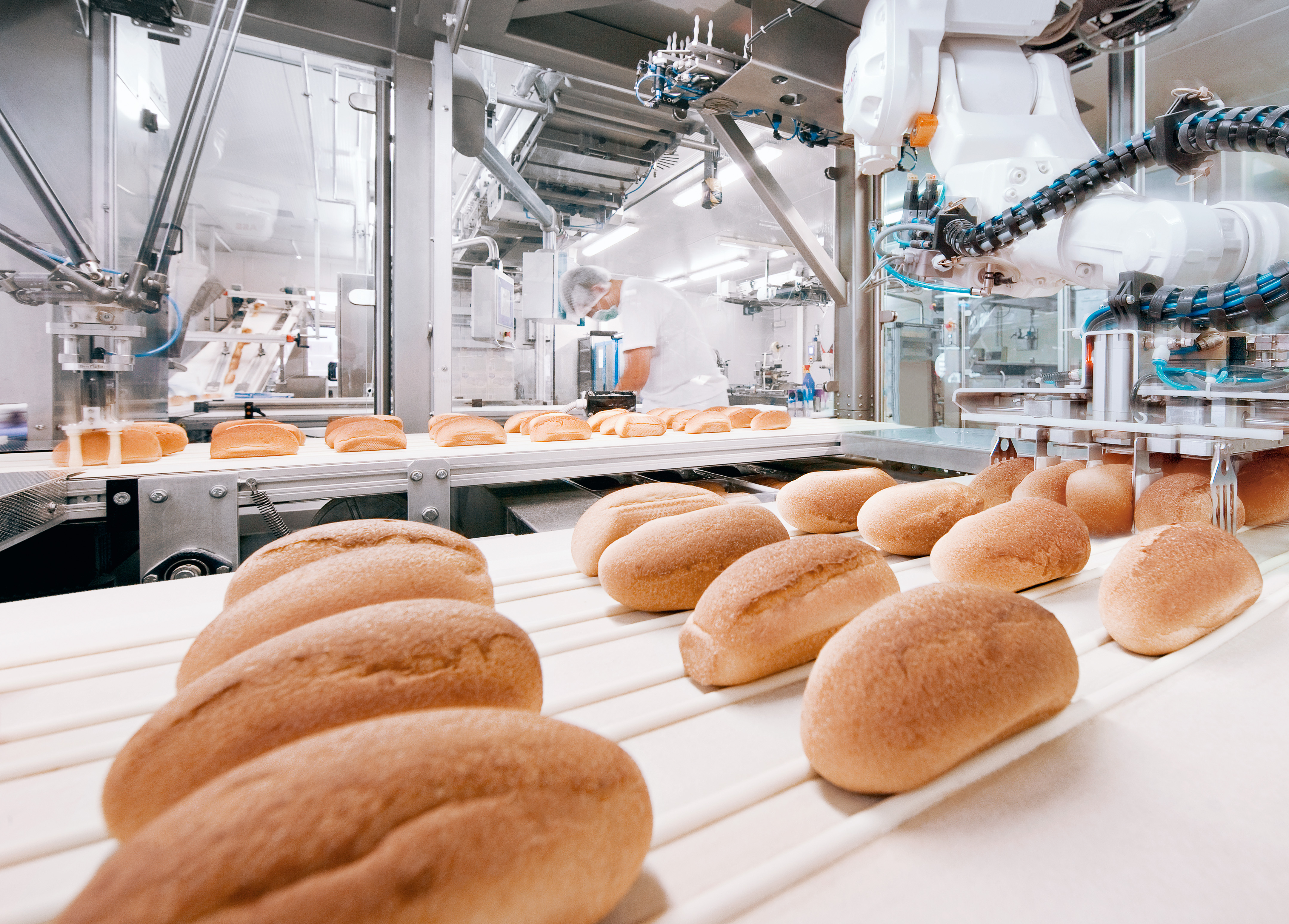
Stabilimento di produzione

Fondata nel 1922 dal medico condotto Anton Schär e dal commerciante e mugnaio di Bolzano Gottfried Untertrifaller, l'azienda si occupava inizialmente di prodotti per un'alimentazione sana soprattutto dell'infanzia.
Nel 1979 il marchio venne acquistato da Ulrich Ladurner, figlio di un droghiere di Merano, che investì sulla produzione di alimenti salutistici. Nel 1980 Dr. Schär iniziò la produzione di alimenti privi di glutine. Lo sviluppo avvenne in particolare alla fine degli anni novanta, quando i prodotti senza glutine cominciarono a essere introdotti nella grande distribuzione. Nel 2003 venne aperto un laboratorio di ricerca nel polo scientifico di Trieste mentre nel 2013 acquisì Gourmet Italia inaugurando a Borgo Valsugana un proprio stabilimento. Nel 2015, sempre a Borgo Valsugana, realizzò Pizza Center, un centro specializzato nella produzione di pizze. Nel 2022 l'azienda investì in un programma per il recupero e la valorizzazione di cereali e pseudocereali senza glutine.

## Sedi
Oltre alla sede-stabilimento principale a Postal, nei pressi di Merano in Alto Adige, l'azienda ha 18 sedi in 11 paesi, tra cui il laboratorio di Ricerca e Sviluppo presso il centro AREA Science Park a Trieste.